# Pierre Maroteaux
Pierre Maroteaux (* 18. August 1925 in Versailles; † 20. Dezember 2019 ebenda) war ein französischer Pädiater und Humangenetiker.
Pierre Maroteaux studierte Humanmedizin an der Universität von Paris und machte seinen Abschluss im Jahre 1952. Er widmete sich der Pädiatrie und Humangenetik.
Unter der Leitung von Emile Maurice Joseph Lamy (1895–1975) beschäftigte er sich mit Hämolytischer Anämie, Chromosomenaberrationen und Mukopolysaccharidose.
Von 1986 bis 1989 war er Directeur de recherche des Centre national de la recherche scientifique (CNRS) am Hôpital Necker–Enfants malades in Paris.
Zahlreiche Erkrankungen und Syndrome sind (mit) nach ihm benannt.
Er prägte den Begriff „Multiple Synostosen“  im Jahre 1972, und die Krankheitsbezeichnung Akromikrische Dysplasie im Jahre 1986.
Zusammen mit Jürgen Spranger und Hans-Rudolf Wiedemann war er an der Abgrenzung des Metatropischen Zwergwuchses, zusammen mit Kazimierz Koslowski und dem Mainzer Kinderarzt Jürgen Spranger an der Abgrenzung der Spondylometaphysären Dysplasie Typ Koslowski beteiligt.

## Ehrungen
1993 erhielt er den Mauro Baschirotto Award der European Society of Human Genetics als Anerkennung seines Lebenswerkes.
1995/96 erhielt er den Ehrendoktor der Universidade Nova de Lisboa, Lissabon.
Nach ihm sind folgende Syndrome benannt:
- Maroteaux-Lamy-Syndrom
- Hereditäre idiopathische Osteolyse Typ I Lamy-Maroteaux
- Akromesomele Dysplasie Typ Maroteaux

Auch für die Akrodysostose existiert als Synonym die Bezeichnung  „Maroteaux-Malamut-Syndrom“.